# Zonnebeke
Zonnebeke er en kommune i Vestflandern i Belgien. Kommunen har 11.836 indbyggere (pr. 1. juli 2006).

## Kendte bysbørn
- Jan Theuninck, maler og digter